# Yale University Art Gallery
La Yale University Art Gallery és un museu estatunidenc que acull una important col·lecció enciclopèdica d'obres d'art en diversos edificis del campus de la Universitat Yale a New Haven, Connecticut. És el museu d'art universitari més antic dels Estats Units.
Tot i que cobreix totes les cultures i tots els períodes, la galeria Yale té en particular reconegudes col·leccions de primitius italians, escultura africana i art modern. Les seves col·leccions de belles arts decoratives i americanes es troben entre les millors del món.

## Història
La Yale University Art Gallery es va crear el 1832, quan el pintor estatunidenc John Trumbull contemporani de la Guerra d'independència Americana va donar al Yale College més de 100 quadres que representaven la Revolució Americana. Va dissenyar la galeria, d'estil neoclàssic, que després porta el seu nom i sota la qual serà enterrat. La galeria va ser destruïda el 1901, ja que totes les obres van ser traslladades al carrer Hall.
A la tardor de 1926 es va iniciar la construcció d'un nou edifici. Havia de permetre centralitzar les col·leccions d'art disperses en diversos edificis del campus des de la desaparició de la galeria Trumbull. Les col·leccions no paren de créixer. Egerton Swartwout dissenya el que es convertirà en la Galeria de Belles Arts que obriria les seves portes el 27 de setembre de 1928. L'arquitecte s'inspira en l'estil neogòtic ja present a diversos llocs del campus. També es va inspirar en l'arquitectura florentina, en particular el palau Bargello i el palau Davanzati. L'edifici ara conserva part de les col·leccions, l'altra part va migrar a l'edifici veí construït per Louis Kahn el 1953. La galeria Swartwout també és un espai d'exposició temporal.
El que ara és l'edifici principal es considera una de les primeres grans obres de l'arquitecte, que després va ensenyar a Yale. Polshek Partnership Architects va completar el 2006 una renovació completa, amb l'objectiu de respectar el més a prop possible la voluntat inicial de Louis Kahn. Tot el museu reobre el11 de desembre de 2012 després de 14 anys de treballs, incloent renovació i ampliació, tot amb un cost de 135 milions de dòlars. La superfície total del museu és de 6.500 m².

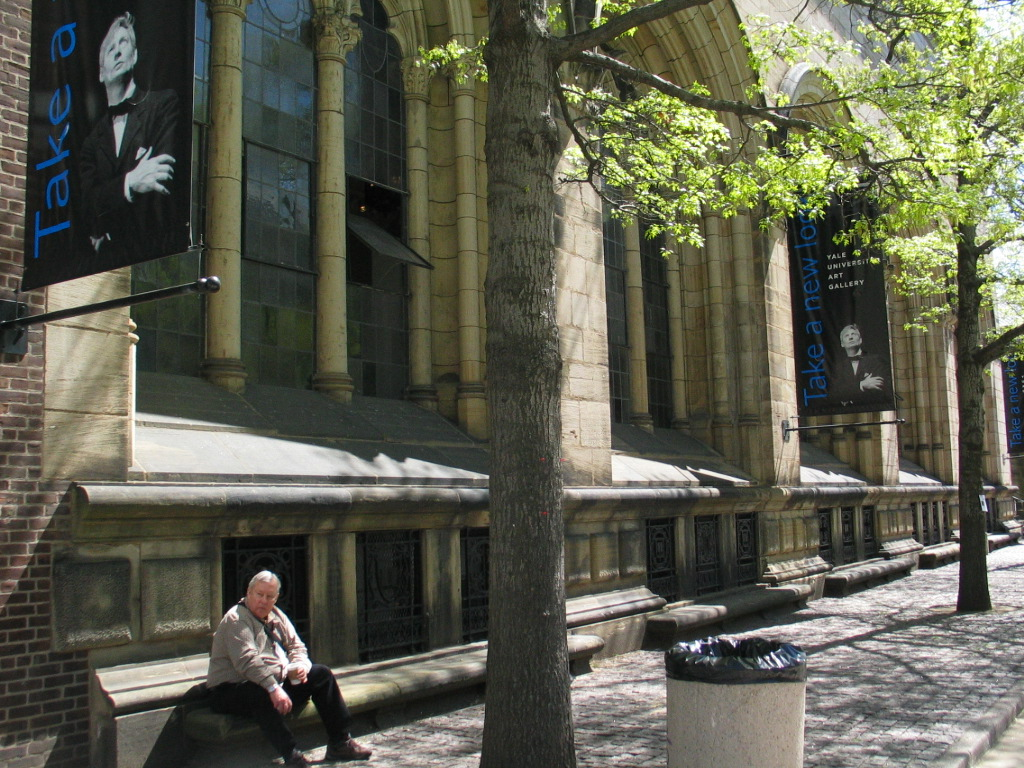
exposició Take a new look (incloent un retrat de Louis Kahn) a la Swartwout Gallery
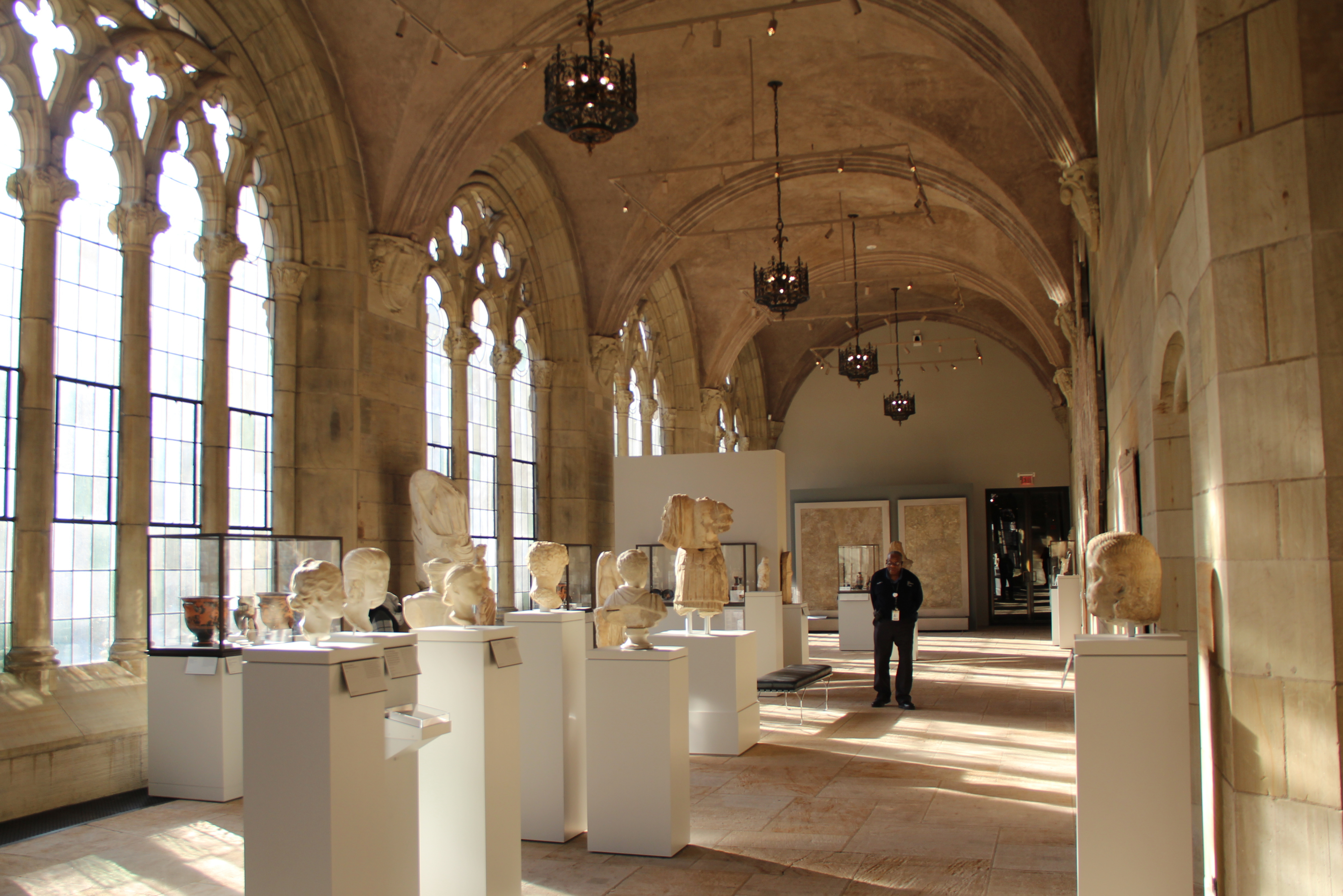
Escultures al Hall
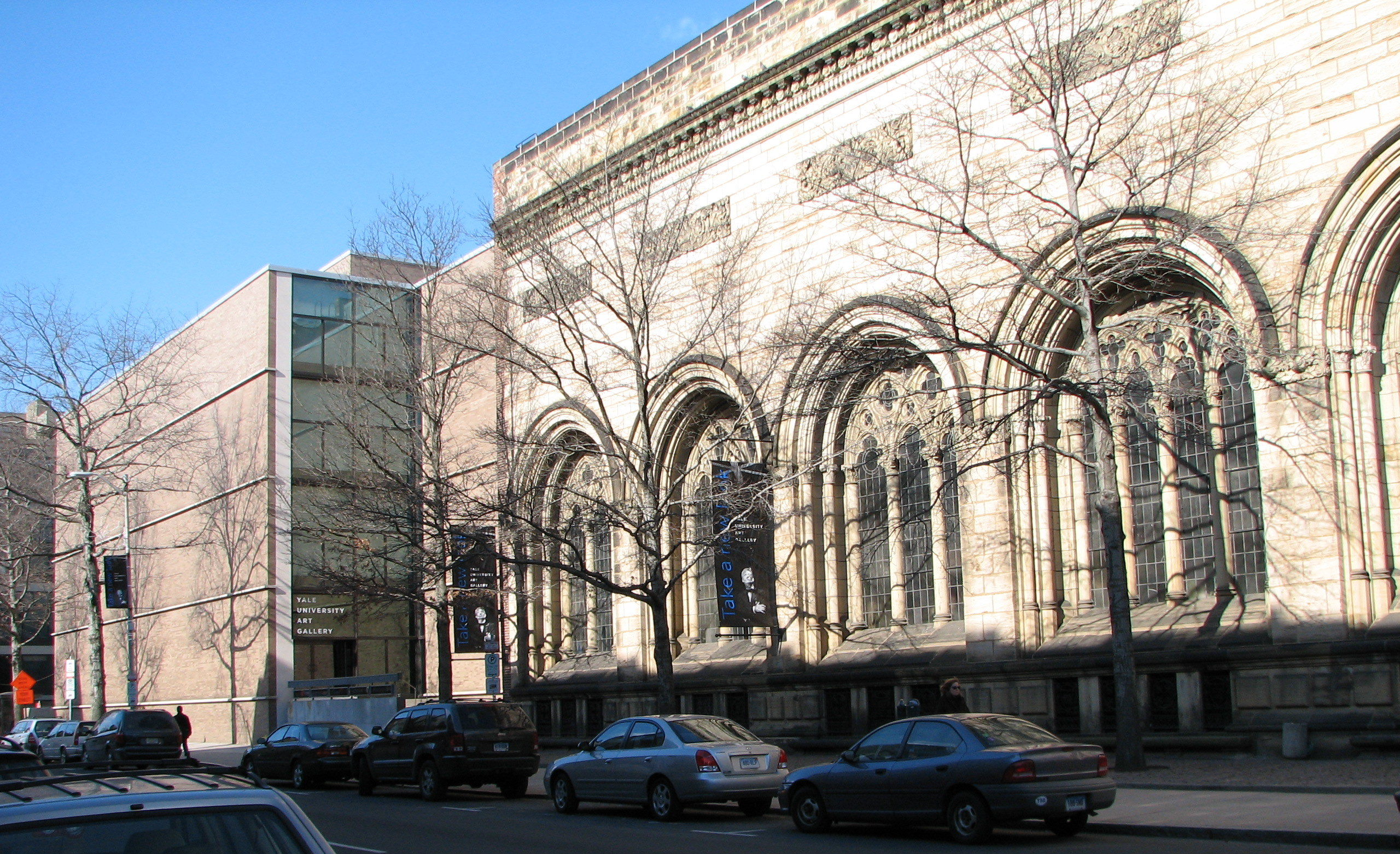
l'entrada del museu a la confluència dels dos edificis principals
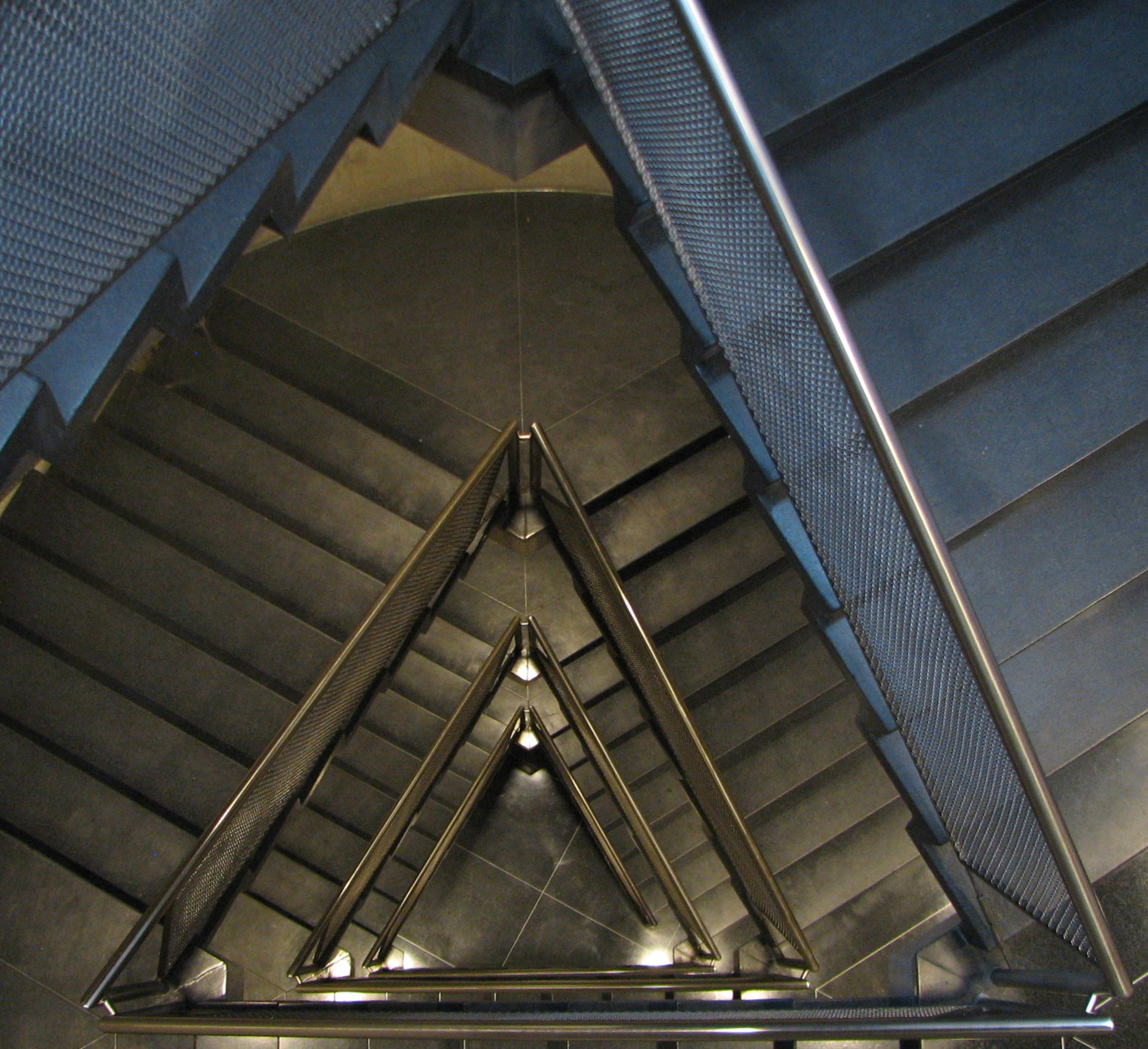
l'escala (Louis Kahn)
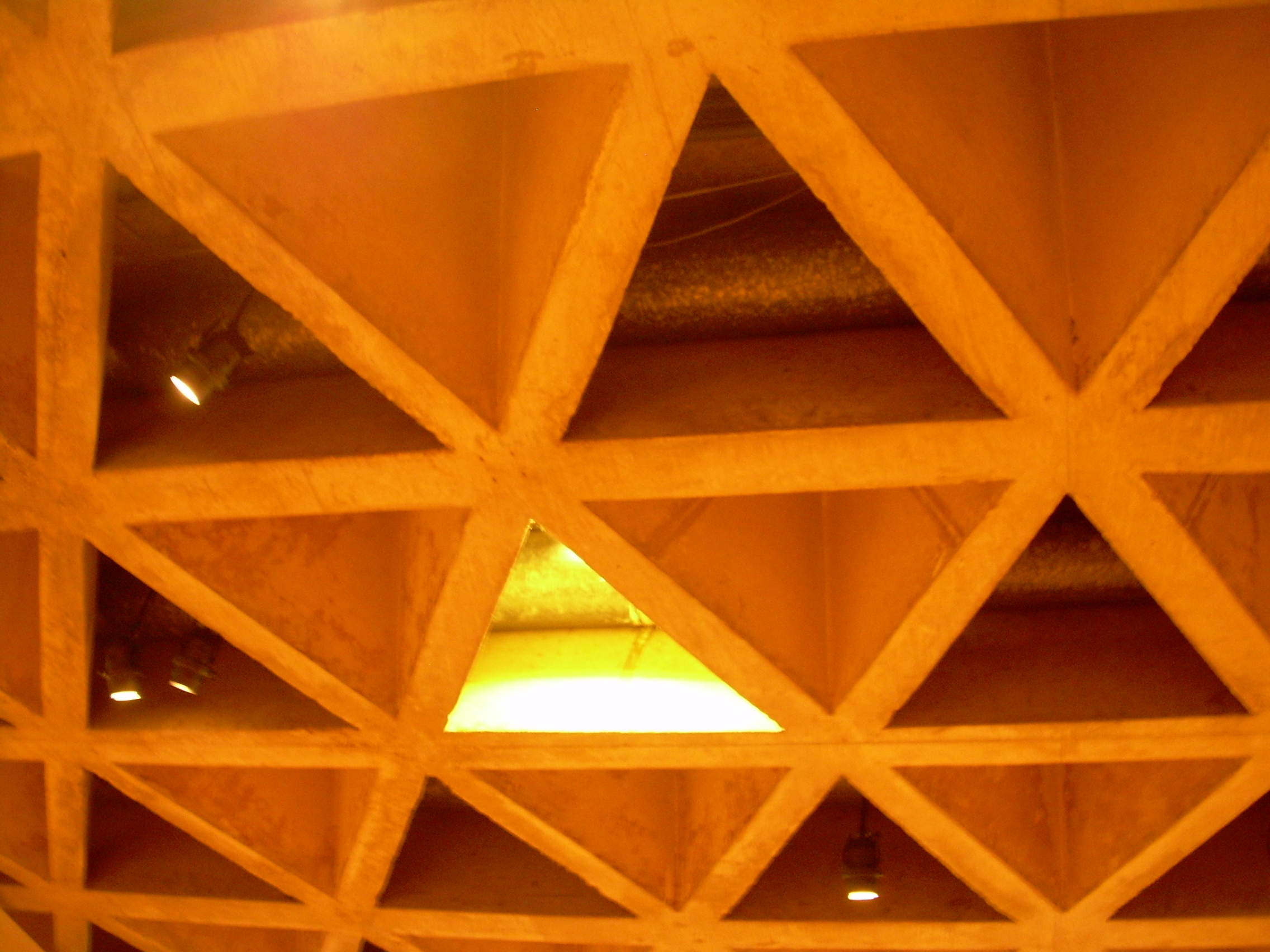
el sostre en triangle (Louis Kahn)

## Col·leccions
El museu presenta arts antigues d'Àsia i Europa.

Antiguitat
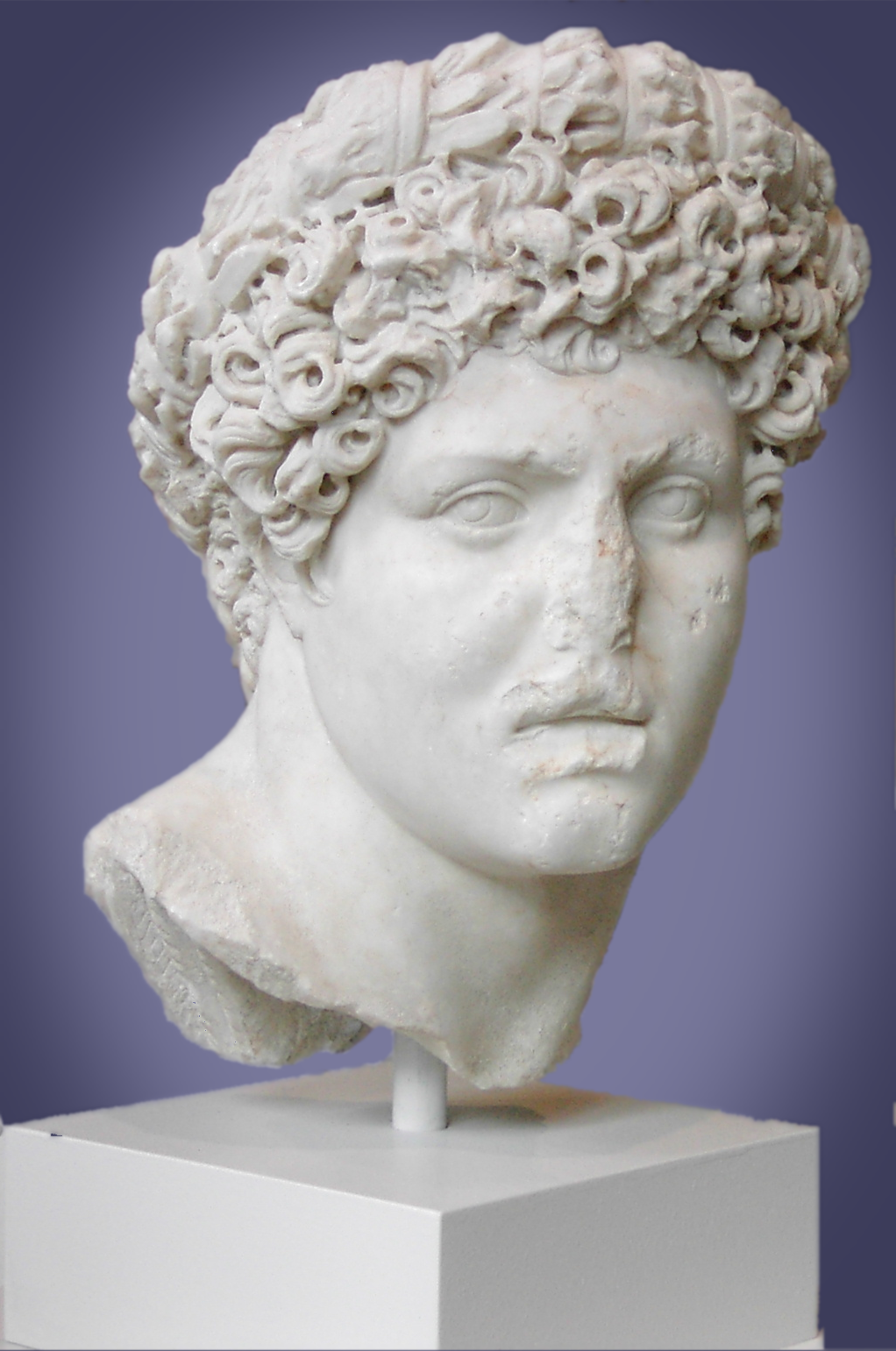
Retrat d'un jove romà (140-160 a JC)
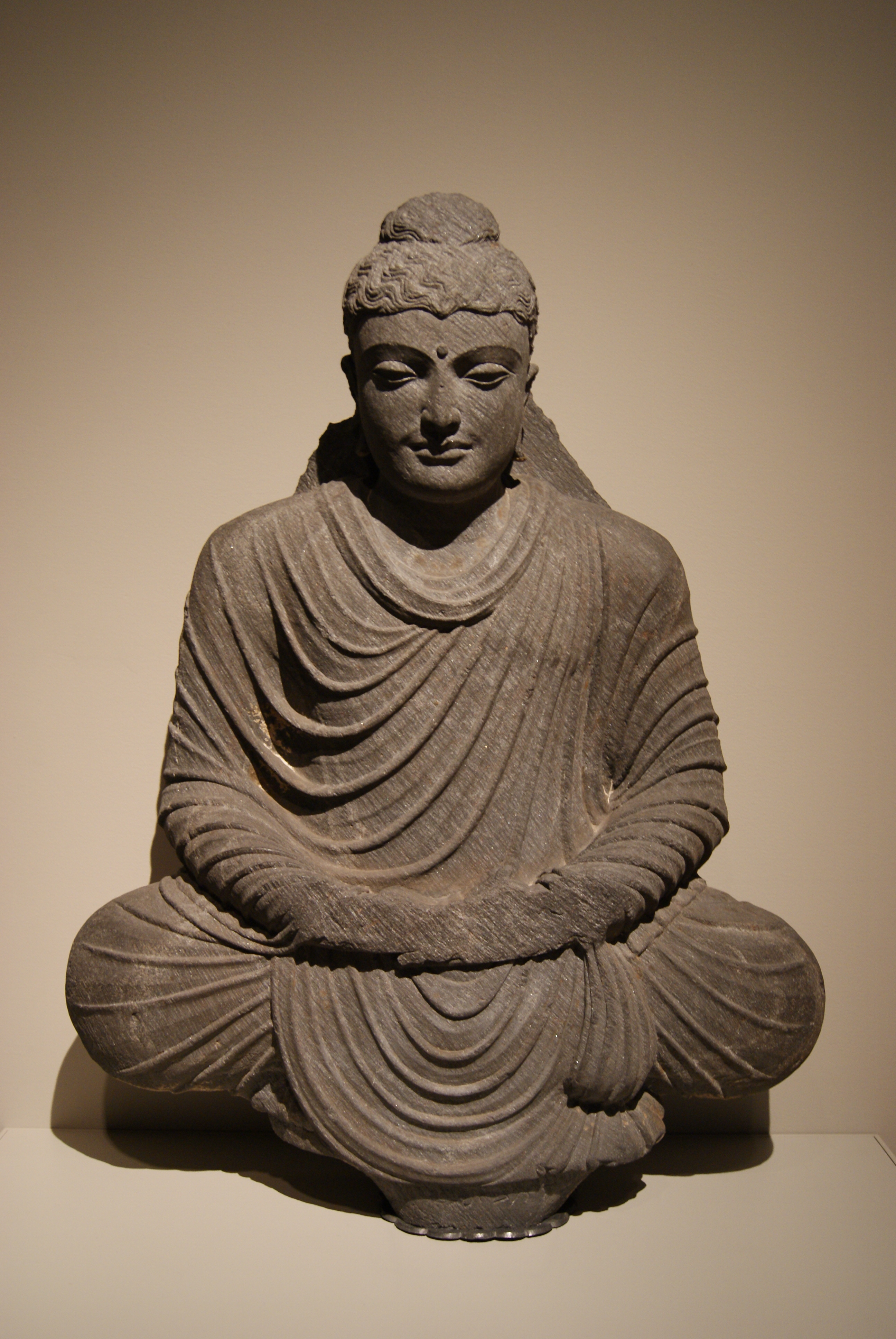
Buda assegut en la meditació segle iii aC - període Kushan)

També podeu veure una col·lecció de pintures que mostren obres des del Renaixement a l'Impressionisme.
- Anton van Dyck:[6] Sant Mateu, vers 1619 ; El Savant, 1627 - 1630 i La Verge amb el Nen amb àngels musics, c. 1630
- La donació Arthur Ross de la seva col·lecció d'estampes europees (Rembrandt, Canaletto, Tiepolo, Giovanni Battista Piranesi, Francesco Piranesi, Goya, Honoré Daumier, Édouard Manet, Edgar Degas, Paul Gauguin, Henri Matisse, Pablo Picasso, Odilon Redon…).

Pintura
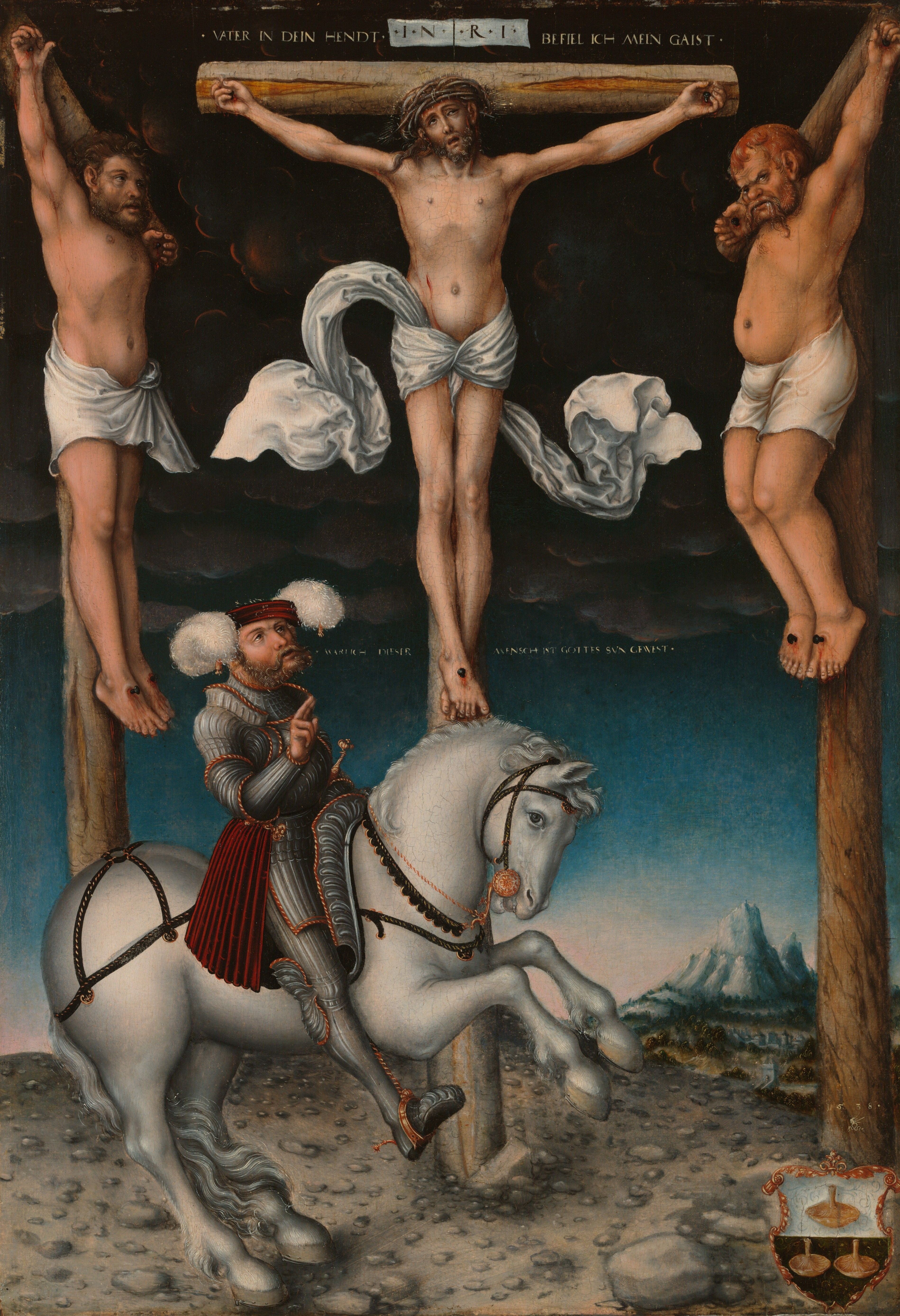
La Crucifixió amb el centurió convertit, 1538 Lucas Cranach
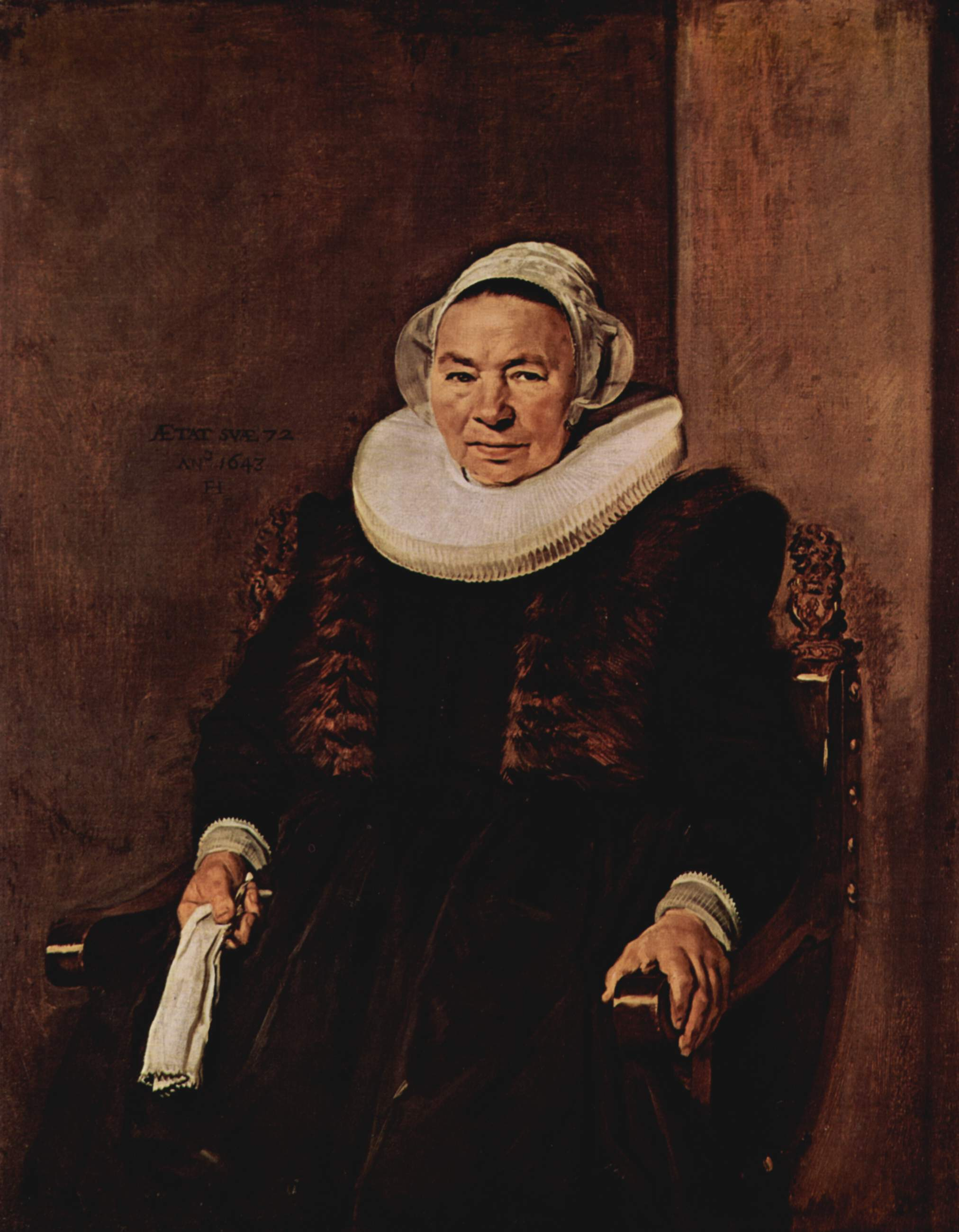
Dona desconeguda, 1643 Frans Hals
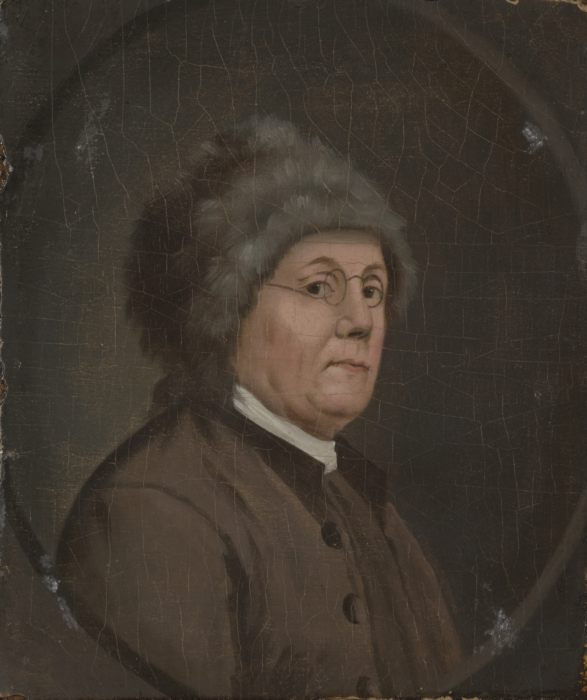
Benjamin Franklin, 1778 John Trumbull
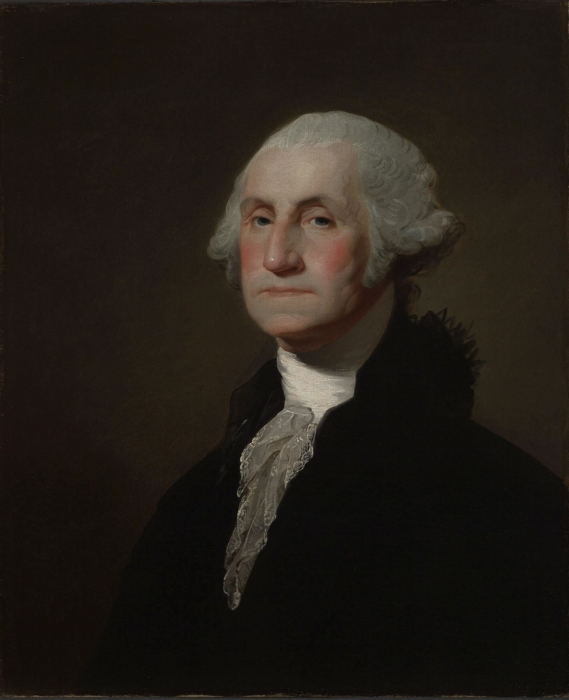
George Washington, 1796-1805 Gilbert Stuart
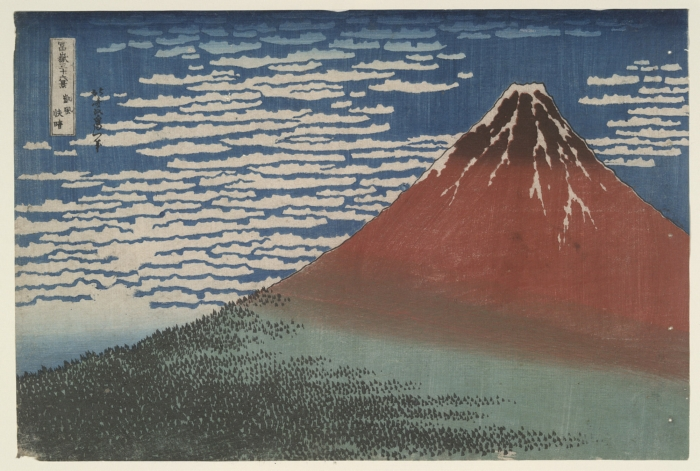
Vent del sud i clarianes,1831 Hokusai
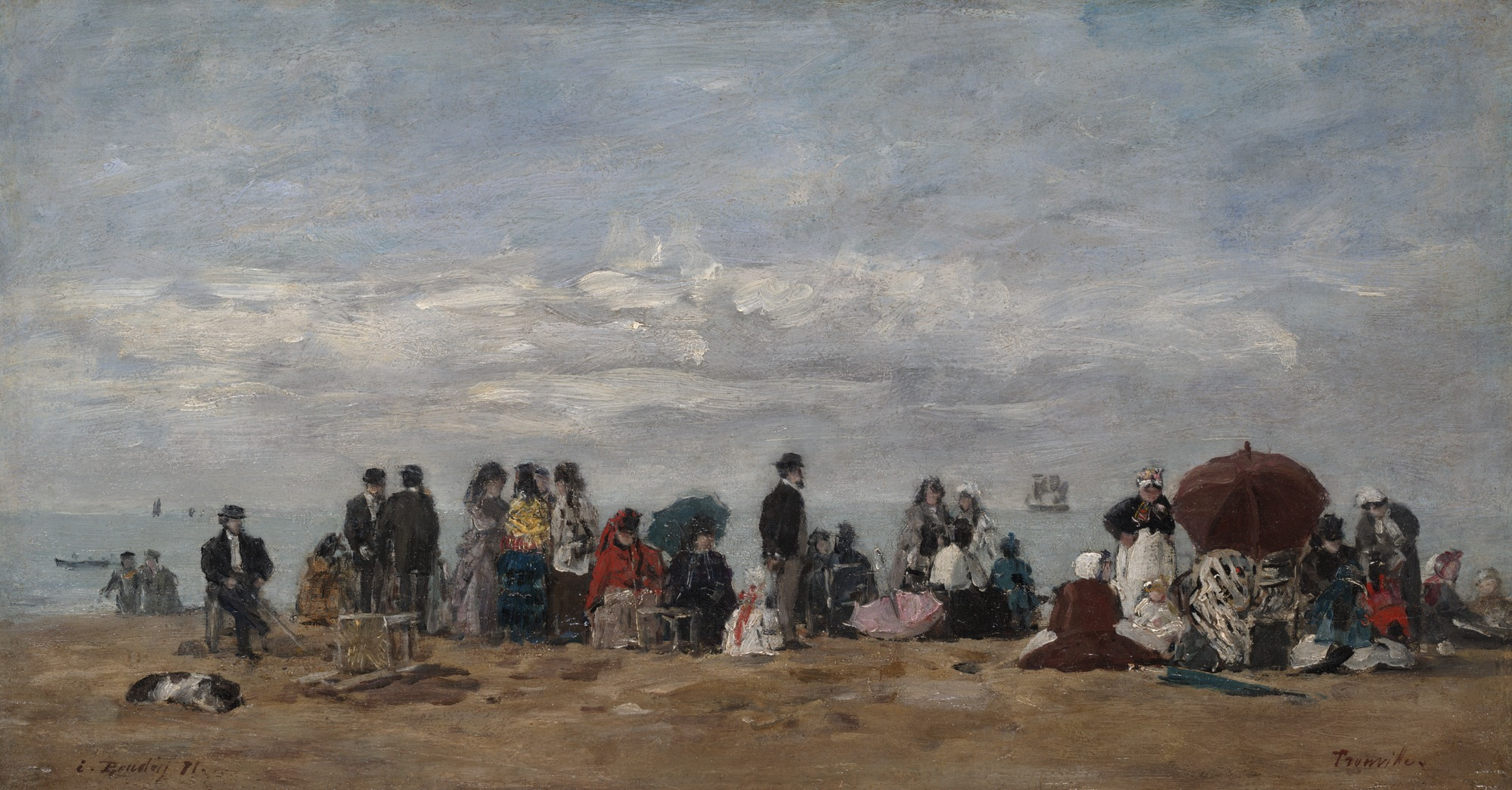
La Plage à Trouville, 1871 Louis-Eugène Boudin
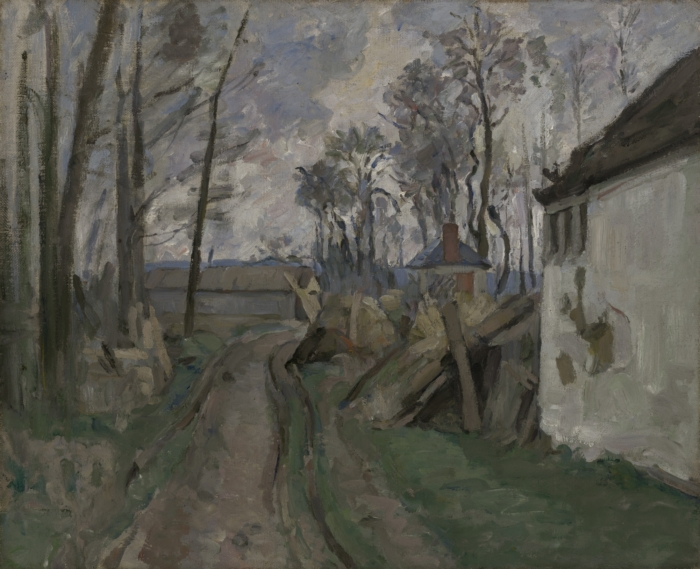
Route près d'Auvers, 1872 Paul Cézanne
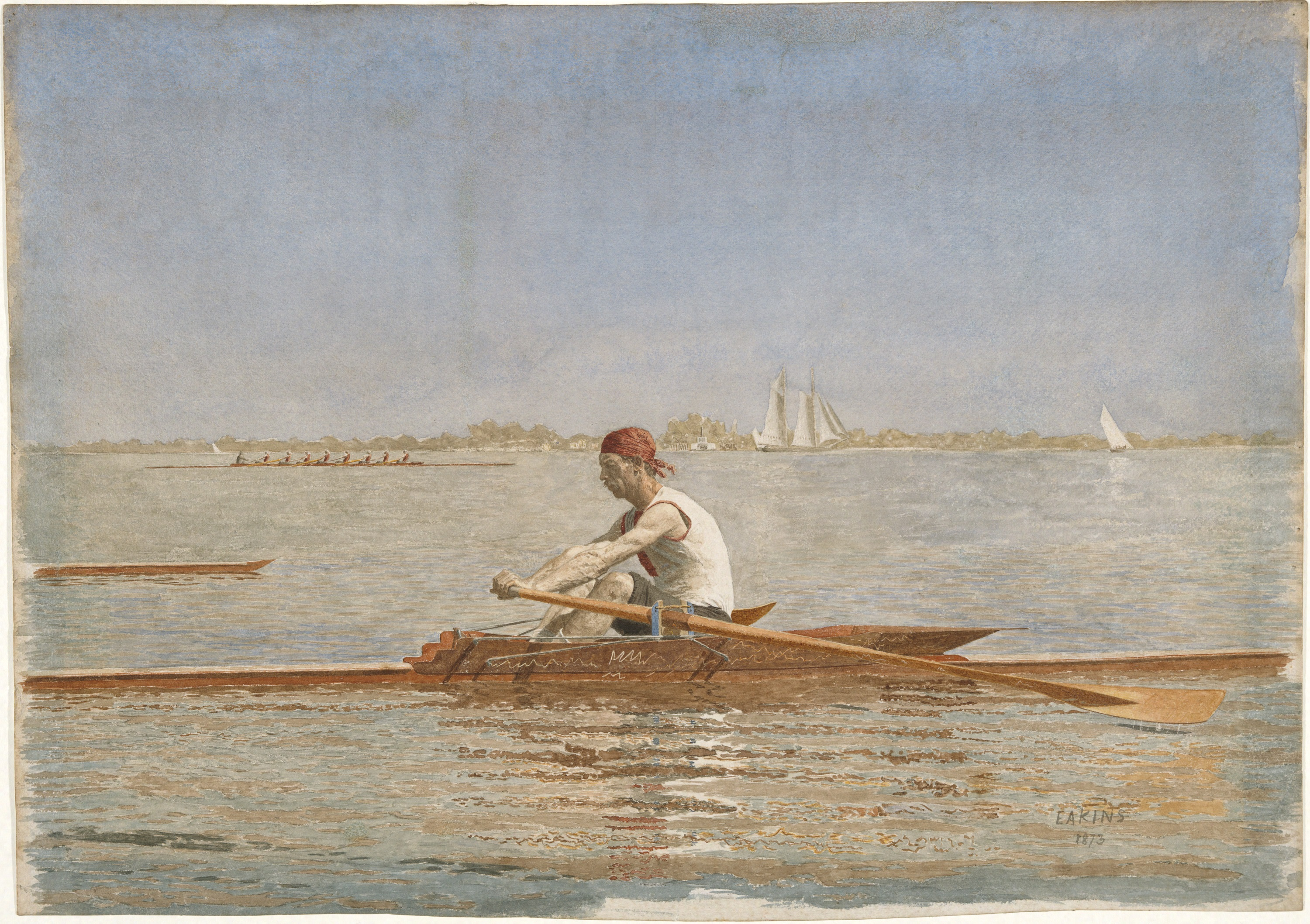
John Biglin in a Single Scull, 1873 Thomas Eakins
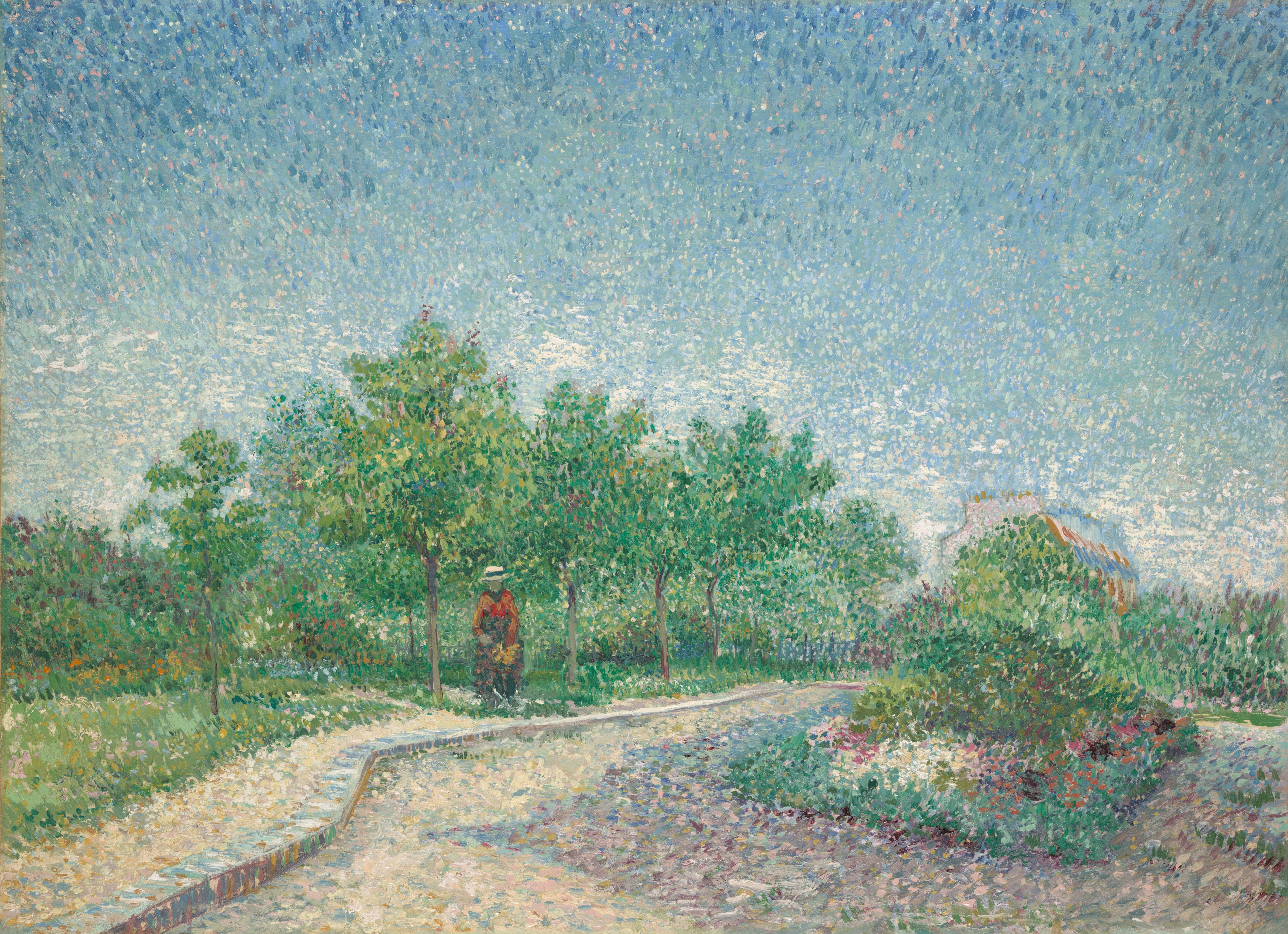
Coin du parc Voyer-d'Argenson à Asnières, 1887 Vincent van Gogh (1887)
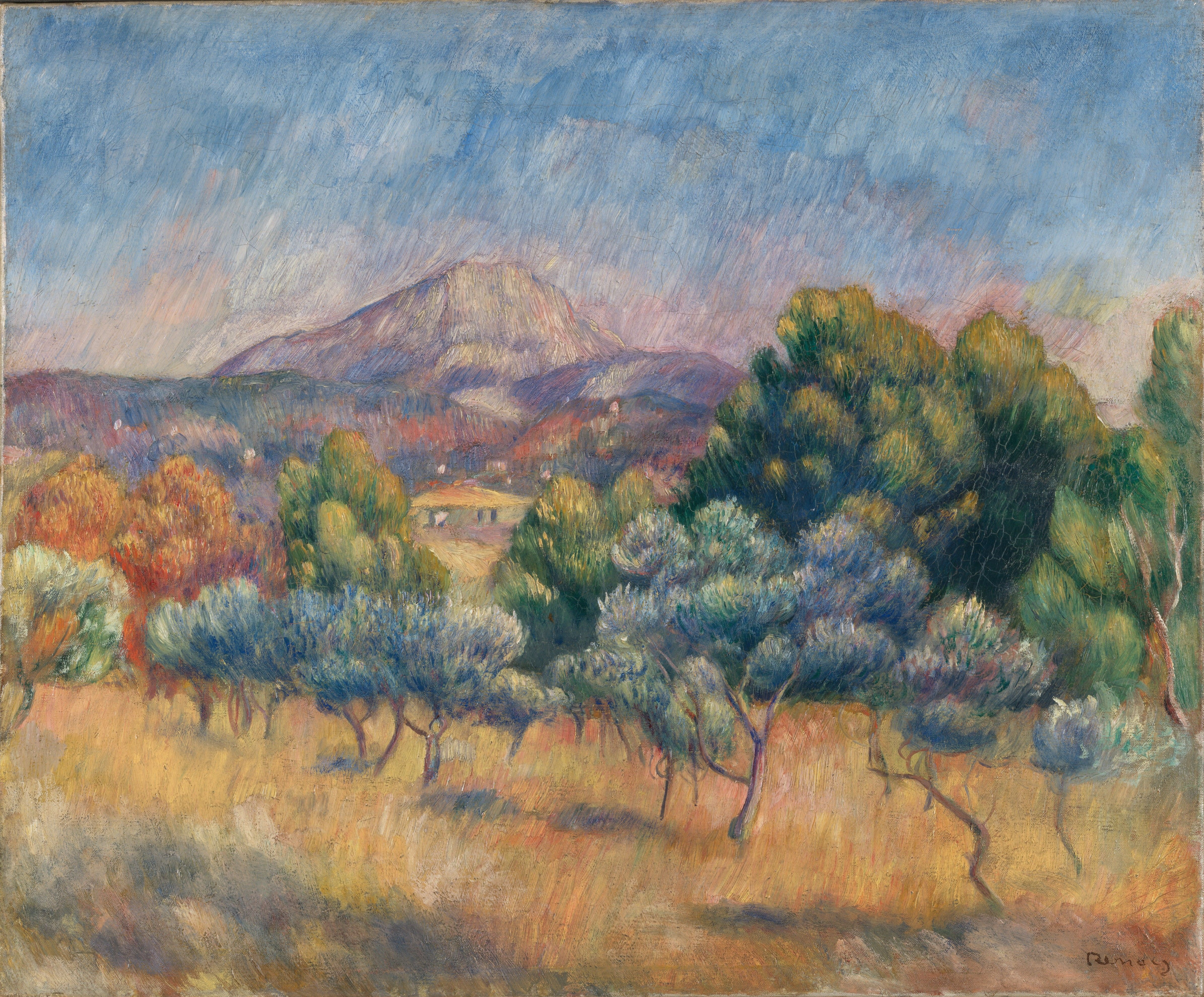
La Montagne Sainte-Victoire, 1889 Pierre Auguste Renoir
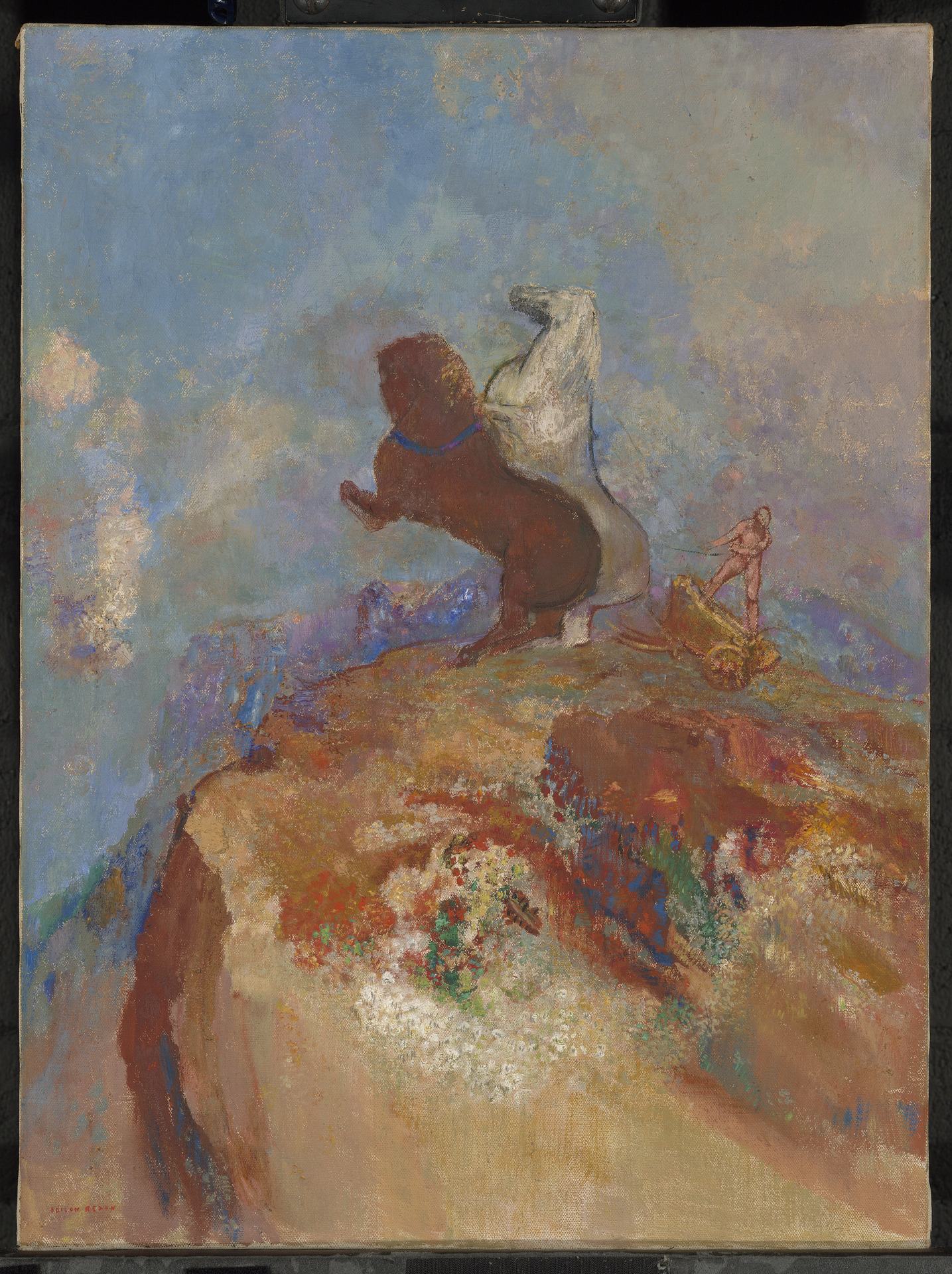
Le Char d'Apollon (1905-1910), Odilon Redon.

Fotografia
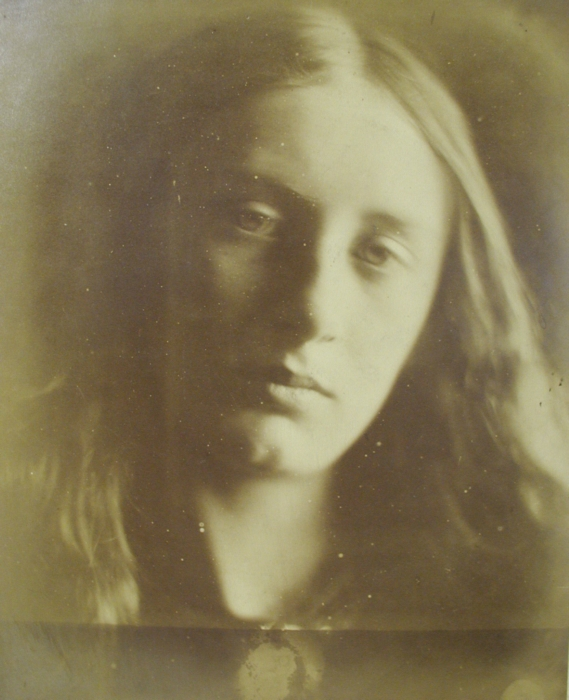
Julia Margaret Cameron (1866) par Julia Jackson
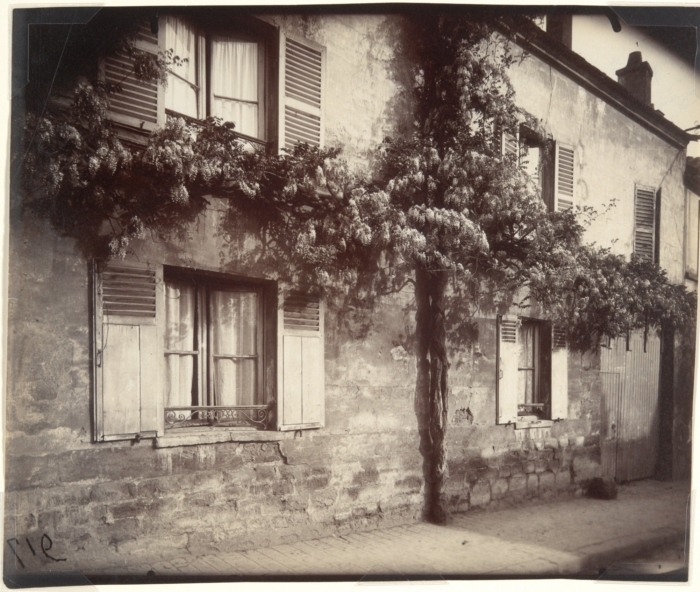
Glycine à Châtillon, 1919-1921 par Eugène Atget